# Boiótiai vázafestészet

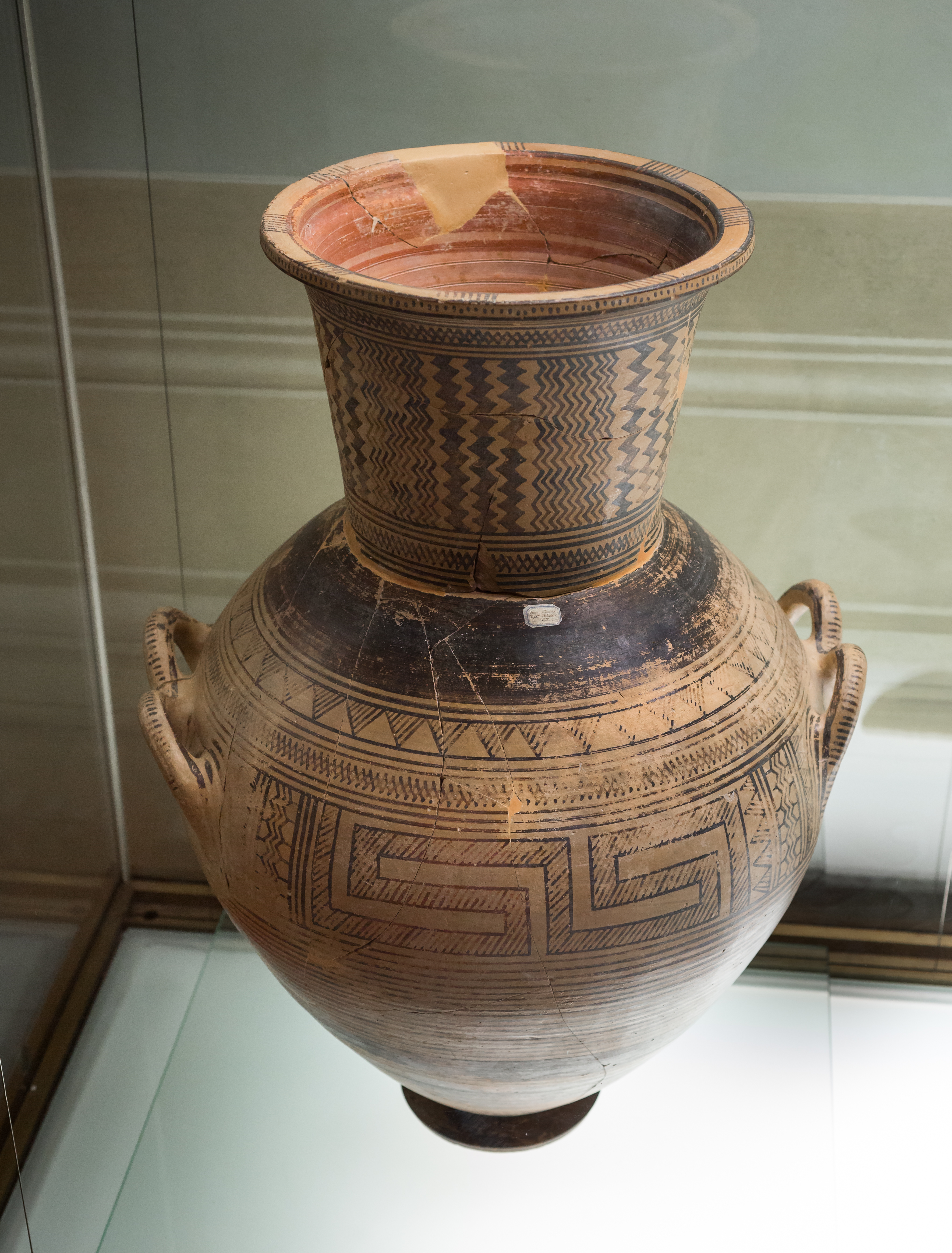
Geometrikus díszítésű amfora

A Boiótiai vázafestészet az ókori görög vázafestészet egyik helyi változata volt. A viszonylag nagy kiterjedésű és politikailag megosztott Boiótiában számos központban készítettek díszített edényeket, sokféle, időnként párhuzamosan létező, nem mindig hosszú életű díszítési technikákat felhasználva. Egy korábbi, meglehetősen jellegtelen periódus után a figyelemre méltó fazekasáru az i. e. 7. század közepén jelent meg és az edénygyártás egészen az i. e. 3. századig folytatódott. 

## Geometrikus vázafestészet

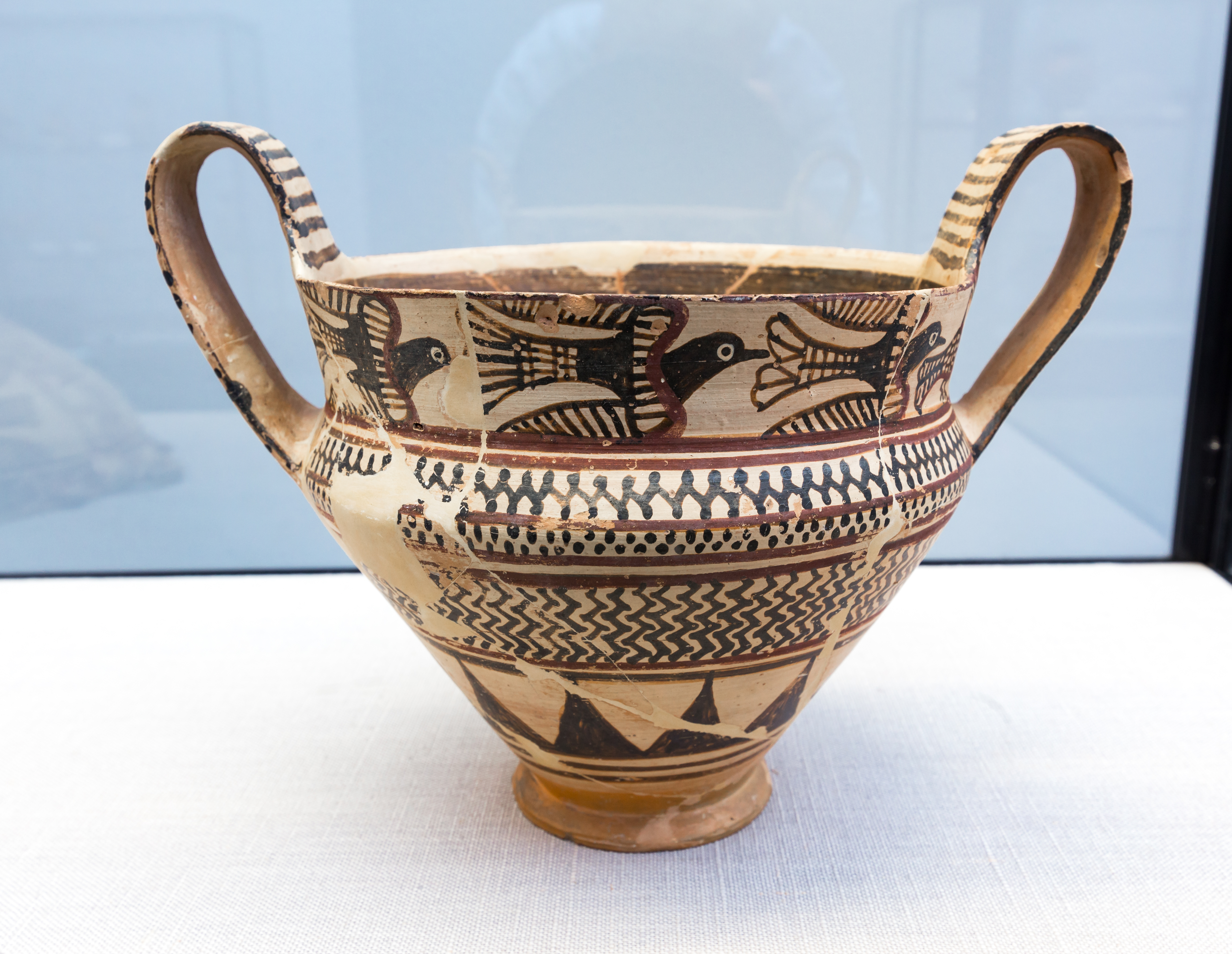
Madár-stílusban díszített kantharosz

Boiótia geometrikus vázafestészetére a kezdetektől fogva hatottak a szomszédos központok stílusjegyei. Ez a tendencia folytatódott a késő geometrikus korig, amikor tekintélyes mennyiségű attikai jellegű edény készült, később inkább erős korinthoszi és főleg euboiai hatás figyelhető meg. A legkorábbi idők egyik legfontosabb edényformája a magas fogójú kantharosz volt valamint az Euboiában is elterjedt, gyakran talpon álló magas nyakrészű, nagyméretű nyakamfora. 
Ennek a kornak jellegzetes edénytípusa még a nagyméretű, díszített oinokhoé. A késői geometrikus kor jellemző ábrázolásai a vadászatot és bokszolókat bemutató képek és feltételezhetően ünnepségekhez köthető jelenetek. Gyakoriak az állatfrízek, viszont temetési jelenet (prothészisz ahol a halott ravatalon fekve látható) eddig csak egy került elő és athéni párhuzamával szemben nem egy amforán hanem egy hüdrián jelenik meg. Az i. e. 7. század jelentős részében a szubgeometriai stílus volt az uralkodó a korábbi késő geometrikus stílusban díszített megszokott edényformákon. 
Az úgynevezett Madár-stílus az i. e. 7. század vége felé jelent meg. A legkorábbi darabokon csak geometrikus díszítőelemek  láthatók, később, főleg az i. e. 6. században körvonalrajz technikával repülő madarakat és virágmintákat festettek az edényekre. Bekarcolást csak nagyon ritkán alkalmaztak, a dekoratív hatásokat a vörös és fehér színek váltakozásával vagy időnként fehér háttérrel érték el. A leggyakoribb edényformának számítottak a kisebb-nagyobb talpon álló tálak de előfordulnak más edényformák is, például kantharoszok, aszkoszok és oinokhoék.  Az edények túlnyomó többsége sírokból került elő,  de ismert egy olyan (nem figurális díszítésű) talpas tál is amit a rajta lévő felirat szerint az isteneknek ajánlottak fel.

## Feketealakos vázafestészet

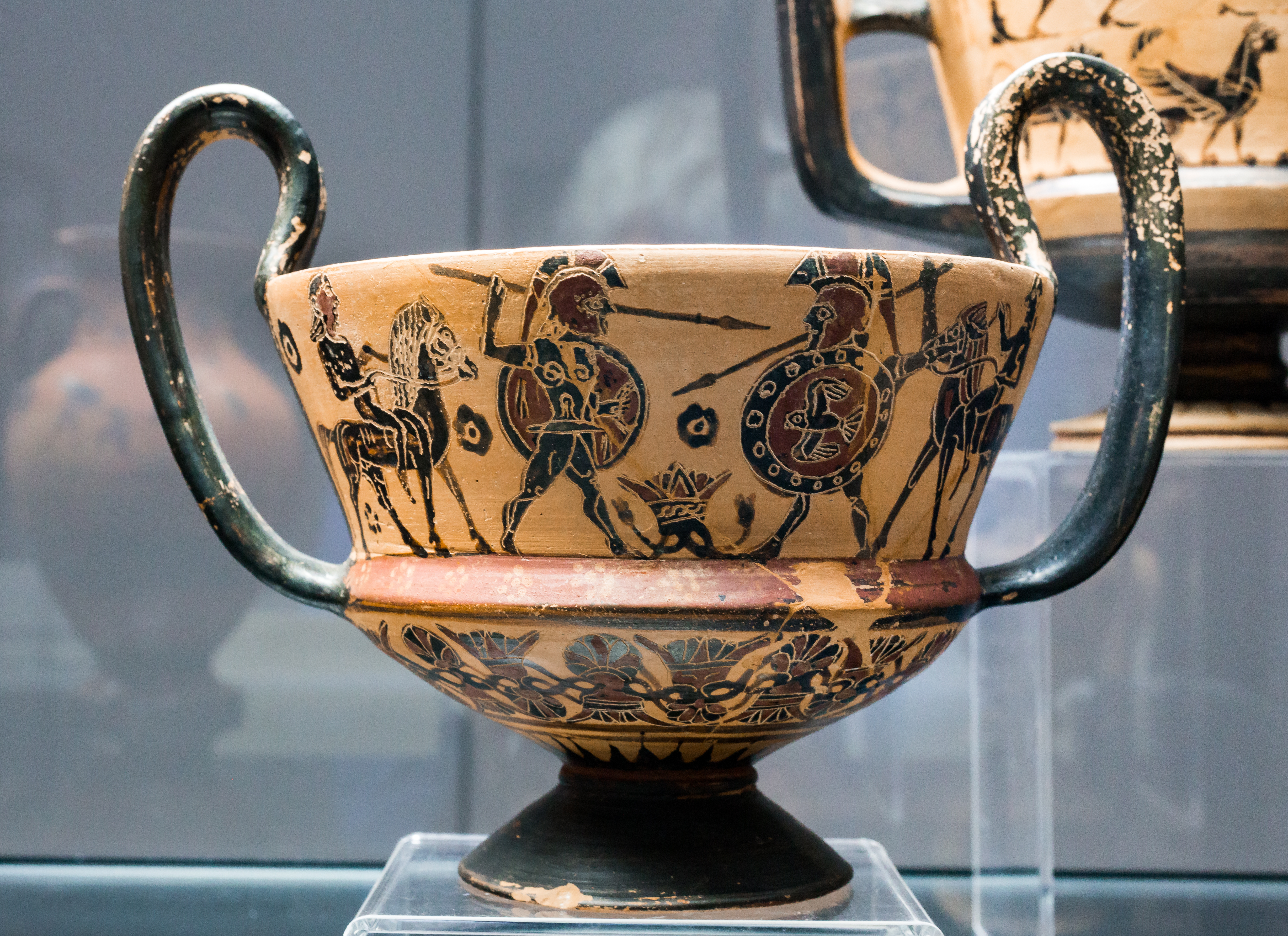
Feketealakos kantharosz

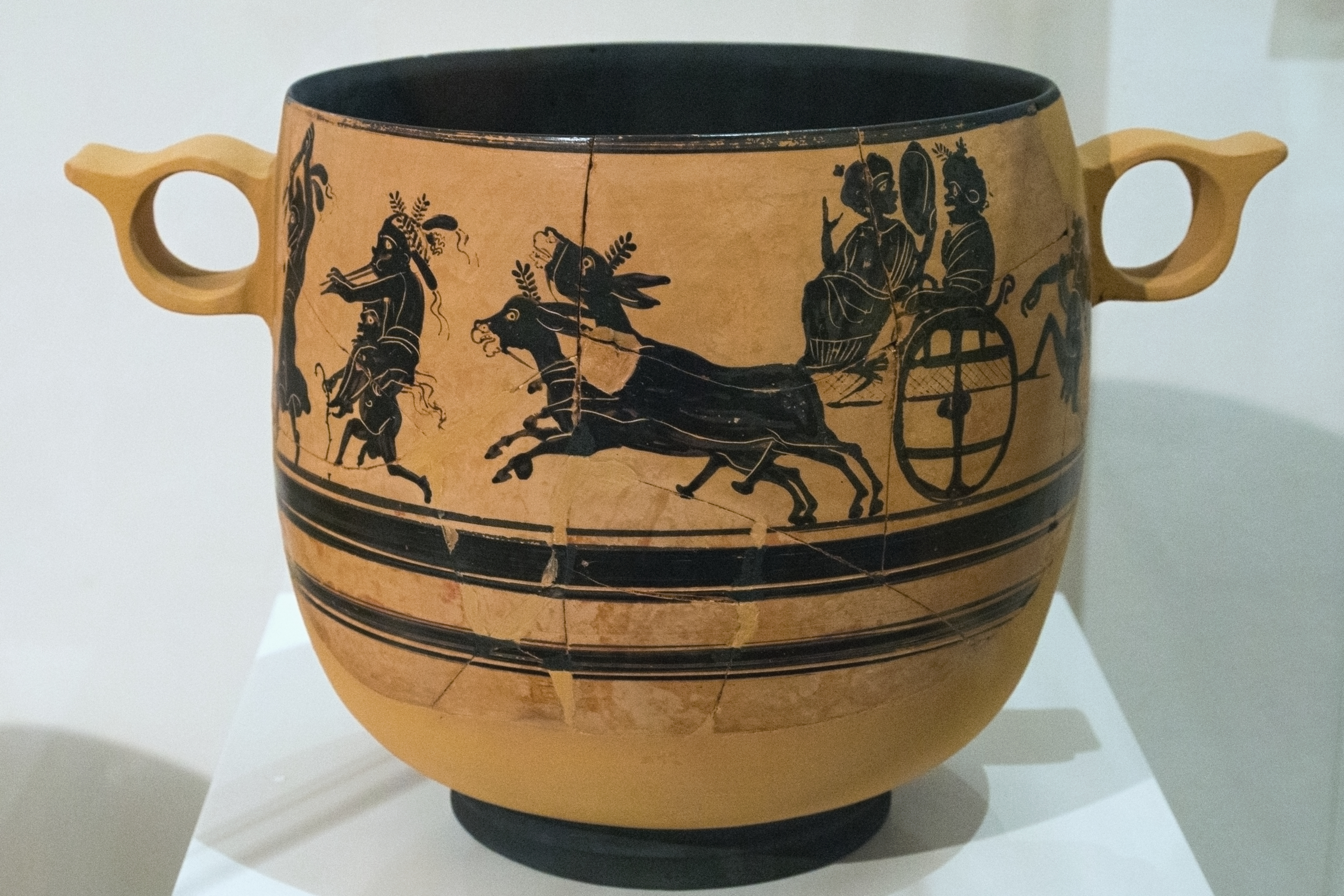
Kabirion-típusú szküphosz, karikatúraszerű feketealakos jelenettel

A többi helyi vázafestési technika nem különbözött sokkal a Görögország más központjaiban alkalmazottakétól, ezért az itt előkerült fazekasárunak nehéz meghatározni pontos származási helyét. Ez főleg a feketealakos edényeknél probléma ugyanannál a darabnál felmerülhet boitóiai, korinthoszi, attikai, vagy eubóiai eredet is. A térség feketealakos vázafestészete (ami az i. e. 6. század első negyedétől kezdődött és az i. e. 5. század jelentős részében folytatódott) nem egységes ami arra utal, hogy egy időben több fazekasközpont is működött a területen.
Az i. e. 6. század első felében a feketealakos edények korinthoszi jellegűek, feltételezhető, hogy egy onnan származó fazekas/vázafestő itt telepedett le. A korinthoszi agyagművességre jellemző formákat követtek, alabasztronok, arüballoszok, olpék, korinthoszi típusú szküphoszok készültek korinthoszi jellegű díszítőmotívumokkal. 
Ez az erőteljes korinthoszi hatást, ami az i. e. 6. század második felében már csak elszórtan érzékelhető, egy sokkal tartósabb attikai befolyás váltja fel. I. e. 580-tól. Két korai feketealakos festőt athéni származásúként azonosítottak és  valószínűleg többen is ott tanulták a mesterséget. Az athéni háttér ellenére a mesterek egy része nyitott volt  más irányból érkező hatásokra, például korinthoszi stílusjegyeket is beolvasztottak alkotásaikba, néhány más stíluselemet pedig keleti görög eredetűnek azonosítottak.
Az i. e. 6. században és az i. e. 5. század  egy részében főleg lekanékat és szküphoszokat díszítettek (ezek athéni eredetű formák), valamint helyi, magas nyakú korsókat. Legelterjedtebb edényforma a többféle típusban gyártott kantharosz volt gyakran kómosz jelenetekkel (ezek egyfajta orgiasztikus táncokat bemutató képek). A boiótiai archaikus feketealakos vázafestészet leginkább a  kisebb edényekre specializálódott, különös tekintettel az ivóedényekre.
Az attikai feketealakos edényekkel összehasonlítva a mitológiai jelenetek viszonylag ritkák. Bár Héraklész, Thészeusz és más hősök időnként megjelennek a boiótiai fazekasárun is, ábrázolásaik attikai prototípusokon alapulnak. Népszerűbbek voltak a szintén attikai jellegű állatábrázolások, a vadászatok, a mindennapi élet bemutatása, a kómosz-jelenetek, a felvonulások, az áldozatok bemutatása és az erotikus témájú képek. Egy i. e. 5. századi amforán egy sportverseny győztesének ünneplése látható. 
Az i. e. 6. század közepe felé sziluettábrázolások jöttek divatba, és ez a tendencia egészen a század végéig kitartott. Ez a geometrizálóként ismert technika a boiótiai feketealakos edényekhez köthető, bekarcolást csak nagyon ritkán alkalmaztak rajtuk. Ezt a díszítésmód főleg lekanékon, ivóedényeken (főleg kantharoszokon) és kisebb, zárt edényformákon hüdriákon oinokhoékon, léküthoszokon látható. Nagyon népszerűek voltak a kómosz ábrázolások, valamint az ünnepségek, az áldozati felvonulások, atlétikai viadalok, állatok és vadászatok megjelenítése. A sziluett technika az i. e. 5. század közepe táján egy időre újból divatossá vált, ekkor szatírok és menádok jelentek meg a csészéken. Ebben a században más technikákat is alkalmaztak, például fehér és vörös színt adtak a figurákhoz vagy vastag fehér háttérre festették a képet de ezek a festési módok csak viszonylag kevéssé terjedtek el. 

### Kabirioni edények
A Thébaihoz közeli Kabirion-szentély híveinek igényeit egy körülhatárolható edénycsoporttal, a kabirion-típusú edényekkel elégítették ki. Ez a feketealakos technikával készült edénytípus az i. e. 5. század harmadik negyedének vége felé jelenik meg. A vizsgálatok során kiderült, hogy néhány alkotójuk vörösalakos technikával is dolgozott. A késői figurális díszítésű darabok az i. e. 4. század utolsó éveire datálhatók, de geometrikus és virágmotívumokkal dekorált edények még az i. e. 3. század közepén is készültek. A leggyakoribb edényforma az úgynevezett kaberion-típusú szküphosz volt. A  szentélyben talált legtöbb ilyen típusú edényt feltehetőleg rituális étkezéseknél használták, kisebb részük temetői környezetből került elő. Díszítésmódjuk két csoportra osztható, az egyik karikatúraszerűen, míg a másik idealizáltan mutatja be jelenetek szereplőit. Idealizáltan legtöbbször az isteneket, míg karikatúraszerűen felvonulási jeleneteket, vadászatot, sportversenyeket jelenítettek meg.

## Vörösalakos vázafestészet

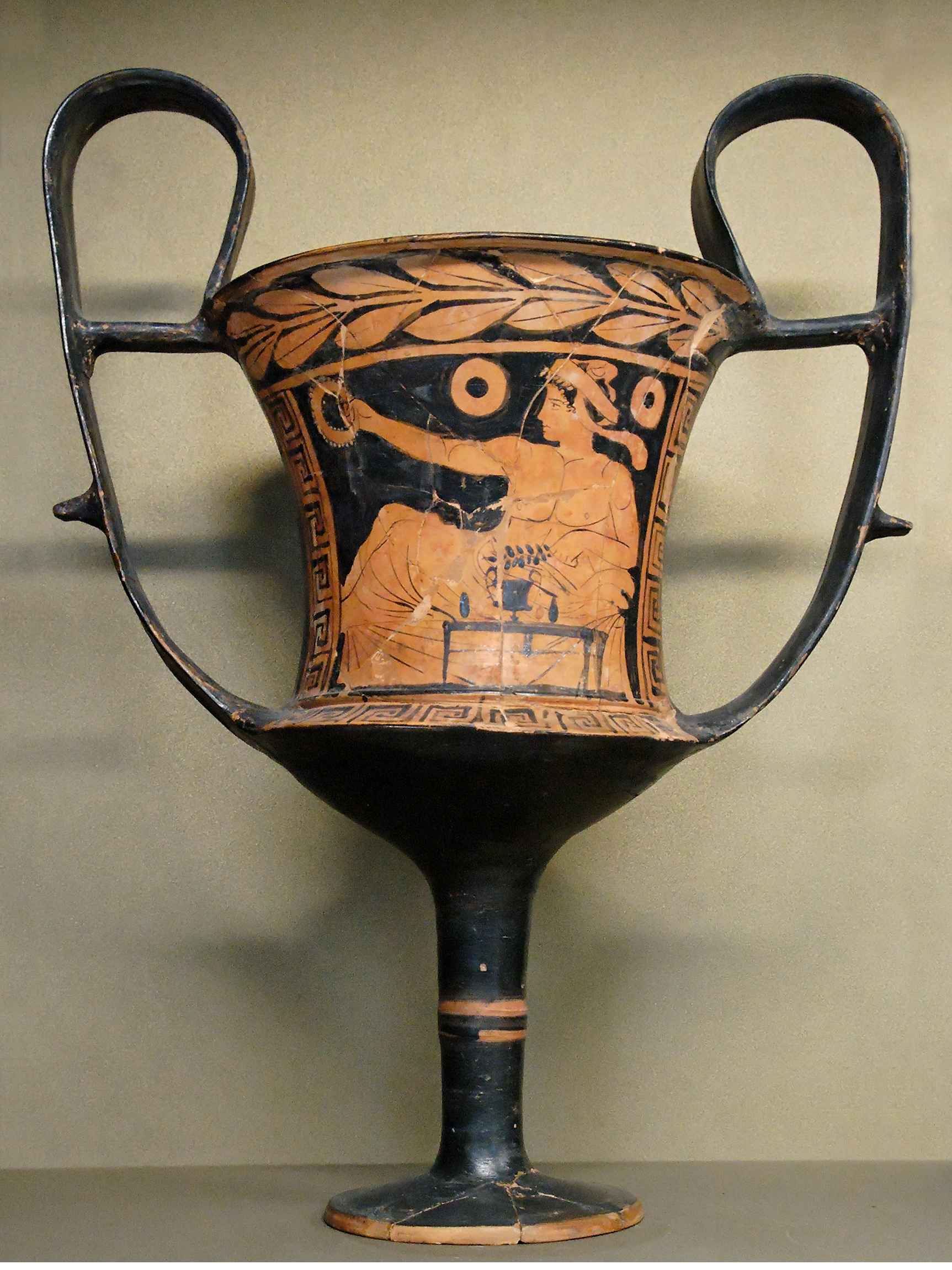
Vörösalakos kantharosz, i. e. 5. század közepe

Vörösalakos vázákat viszonylag nagy mennyiségben gyártottak. Bár a legkorábbi darabok az i. e. 5. század első felére datálhatók, a tömeges termelés i. e. 450 körül kezdődhetett. Ismert néhány „kétnyelvű” váza is, ezeknek az egyik oldalán feketealakos a másikon vörösalakos technikával készült díszítés látható. A legutolsó helyi készítésű vörösalakos edények az i. e. 4. század első évtizedéből valók. A korinthoszi vázákhoz hasonlóan az edények felületének egyes részeit vöröses mázzal borították, ezzel hasonlóvá váltak az attikai edényekhez. Úgy tűnik számos boiótiai festő Athénban tanult, alkotásaikon különböző mértékben érvényesült az ottani hatás. 
A korábbiakhoz hasonlóan a boiótiai vörösalakos edényeket is csak helyi használatra készítették, nem exportálták. A leggyakoribb edényformák a kantharoszok, a szküphoszok, a harang- és a kehely-kratérek, a lékhütoszok és a püksziszek voltak. Díszítésükkor többször előfordult, hogy rosszul értelmezték az attikai előképek ábrázolásait, számos edény esküvői jelenetekkel egyértelműen ehhez a csoporthoz tartozik. Az esküvők mellett népszerű témák voltak a nők lakrészét az ott folytatott tevékenységeket bemutató képek, a lakomák és a kómosz jelenetek. Kevés mitológiai témájú kép ismert, az istenek korlátozott megjelenése legtöbbször kevésbé bonyolult kompozíciókra szorítkozik, például az áldozatot bemutató Athéné és Héraklész.